# Stilpnus japonicus
Stilpnus japonicus är en stekelart som beskrevs av Jussila 1988. Stilpnus japonicus ingår i släktet Stilpnus och familjen brokparasitsteklar. Inga underarter finns listade i Catalogue of Life.